# Erzbistum La Paz
Das Erzbistum La Paz (lateinisch Archidioecesis Pacensis in Bolivia, spanisch Arquidiócesis de La Paz) ist eine in Bolivien gelegene römisch-katholische Erzdiözese mit Sitz in La Paz.

## Geschichte
Das Bistum La Paz wurde am 4. Juli 1605 aus Gebietsabtretungen des Bistums La Plata o Charcas errichtet. Es war dem Erzbistum Sucre als Suffraganbistum unterstellt. Am 18. Juni 1943 wurde das Bistum La Paz durch Papst Pius XII. mit der Apostolischen Konstitution Ad Spirituale Bonum zum Erzbistum erhoben. Das Erzbistum gab in seiner Geschichte mehrmals Teile seines Territoriums zur Gründung neuer Bistümer ab.

## Bischöfe

### Bischöfe von La Paz
- Domingo Valderrama y Centeno OP, 28. Mai 1608–1616
- Pedro de Valencia, 1617–1631
- Feliciano de la Vega Padilla, 1633–22. März 1639, dann Erzbischof von Mexiko-Stadt
- Alonso de Franco y Luna, 30. Mai 1639–1645
- Francisco de la Serna OSA, Januar 1645–April 1647
- Juan Queipo de Llano y Valdés, 23. September 1680–19. April 1694, dann Erzbischof von La Plata o Charcas
- Bernardo de Carrasco y Saavedra OP, 8. November 1694–24. August 1697
- Nicolás Urbano de la Mota y Haro, 12. Mai 1702–
- Diego Morcillo Rubio de Suñón de Robledo OSST, 14. Mai 1708–21. März 1714, dann Erzbischof von La Plata o Charcas
- Alejo Fernando de Rojas y Acevedo, 30. August 1723–1730
- Agustín Rodríguez Delgado, 17. Dezember 1731–22. Januar 1742, dann Erzbischof von La Plata o Charcas
- Salvador Bermúdez y Becerra, 28. Februar 1742–14. Juni 1746, dann Erzbischof von La Plata o Charcas
- José de Peralta Barrionuevo y Rocha Benavídez OP, 14. Juni 1746–17. November 1746
- Diego Antonio de Parada, 18. Dezember 1752–25. Januar 1762, dann Erzbischof von Lima
- Gregorio Francisco de Campos, 1764–1787
- Remigio de La Santa y Ortega, 24. Juli 1797–10. August 1816
- Antonio Sánchez Matas OFM, 21. Dezember 1818–28. April 1827
- Francesco Leone de Aguirre, 19. Mai 1837–
- Calisto Clavio, 24. September 1868–4. Mai 1874
- Giovanni di Dio Bosque, 4. Mai 1874–
- Nicolás Armentia Ugarte OFM, 12. November 1901–24. November 1909
- Emanuele Giuseppe Pena, 24. Oktober 1911–1913
- Dionisio Avila, 27. Januar 1916–3. Juli 1919
- Celestino Loza, 20. Juni 1920–21. Januar 1921
- Augusto Sieffert CSsR, 15. November 1924–24. Februar 1934
- Abel Isidoro Antezana y Rojas CMF, 16. Januar 1938–18. Juni 1943

### Erzbischöfe von La Paz
- Abel Isidoro Antezana y Rojas CMF, 18. Juni 1943–1967
- Jorge Manrique Hurtado, 27. Juli 1967 24. Februar 1987
- Luis Sáinz Hinojosa OFM, 24. Februar 1987–31. Juli 1996
- Edmundo Luis Flavio Abastoflor Montero, 31. Juli 1996–23. Mai 2020
- Percy Lorenzo Galván Flores, seit 23. Mai 2020